# Chaenogaleus macrostoma
Chaenogaleus macrostoma е вид пилозъба акула от семейство Hemigaleidae. Видът е уязвим и сериозно застрашен от изчезване.

## Разпространение и местообитание
Разпространен е във Виетнам, Индия (Андхра Прадеш, Гуджарат, Керала и Ориса), Индонезия (Сулавеси и Ява), Иран, Катар, Китай, Кувейт, Обединени арабски емирства, Пакистан, Провинции в КНР, Саудитска Арабия, Сингапур, Тайван, Тайланд и Шри Ланка.
Обитава крайбрежията на океани, морета и заливи в райони с тропически климат.

## Описание
На дължина достигат до 1 m.